# 库兹河 (韦泽尔河支流)
库兹河（法語：Couze，法語發音：[kuz]）是法国新阿基坦大区科雷兹省与多尔多涅省的河流，是韋澤爾河的左支流，长17.2千米，发源自瑞雅勒-拿撒勒，于拉尔什流入韦泽尔河。